# Trimetoprim
A trimetoprima (BR) ou o trimetoprim (PT) é um antibiótico usado no tratamento de infecções.

## Indicações
- Infecções do tracto urinário (ITUs), e do tracto respiratório.
- Pneumonia por Pneumocystis jirovesi em doentes com SIDA/AIDS.

É administrado, frequentemente, em combinação com o sulfametoxazol, uma sulfonamida. Esta combinação denomina-se co-trimoxazol.

## Mecanismo de ação
É um farmaco análogo do ácido fólico e como tal o substitui na enzima diidrofolato redutase bacteriana que o sintetiza. É portanto um antagonista do ácido fólico, inibindo a sua formação pela bactéria. O ácido fólico é essencial para a replicação das bactérias, já que é usado na duplicação do DNA. Este antibiótico não mata as bactérias, mas inibe a sua multiplicação (é bacteriostática) permitindo ao sistema imune elimina-las facilmente.
A trimetoprima é ativa contra a maioria dos patógenos bacterianos comuns. Ela é, às vezes, usada em uma mistura com sulfametoxazol, em uma combinação chamada de co-trimoxazol. Como as sulfonamidas inibem a mesma via metabólica bacteriana, porém acima do local de ação da dihidrofolato redutase, elas podem potencializar a ação da trimetoprima. No Reino Unido, seu uso está geralmente restrito ao tratamento da pneumonia pelo Pneumocystis jirovecii, toxoplasmose e nocardiose.

## Efeitos adversos
- Nauseas, vómitos.
- Défice de ácido fólico com disfunção da formação das células sanguíneas.
- Reacções alérgicas como erupções da pele.

## Aspectos farmacocinéticos
A trimetoprima é bem absorvida oralmente e distribuída através dos tecidos e fluidos corporais. Atinge altas concentrações nos pulmões e rins, além de concentrações consideravelmente elevadas no líquido cefalorraquidiano (LCR). Quando administrada em conjunto com sulfametoxazol, cerca de metade da dose de cada um é excretada em 24 horas. Como a trimetoprima é uma base fraca, sua eliminação pelos rins aumenta na proporção inversa do pH da urina. 